# Flossenbürg
Flossenbürg è un comune tedesco di 1 749 abitanti, situato nel land della Baviera.
Poco prima della seconda guerra mondiale fu istituito nelle vicinanze il campo di concentramento di Flossenbürg.